# 及耳

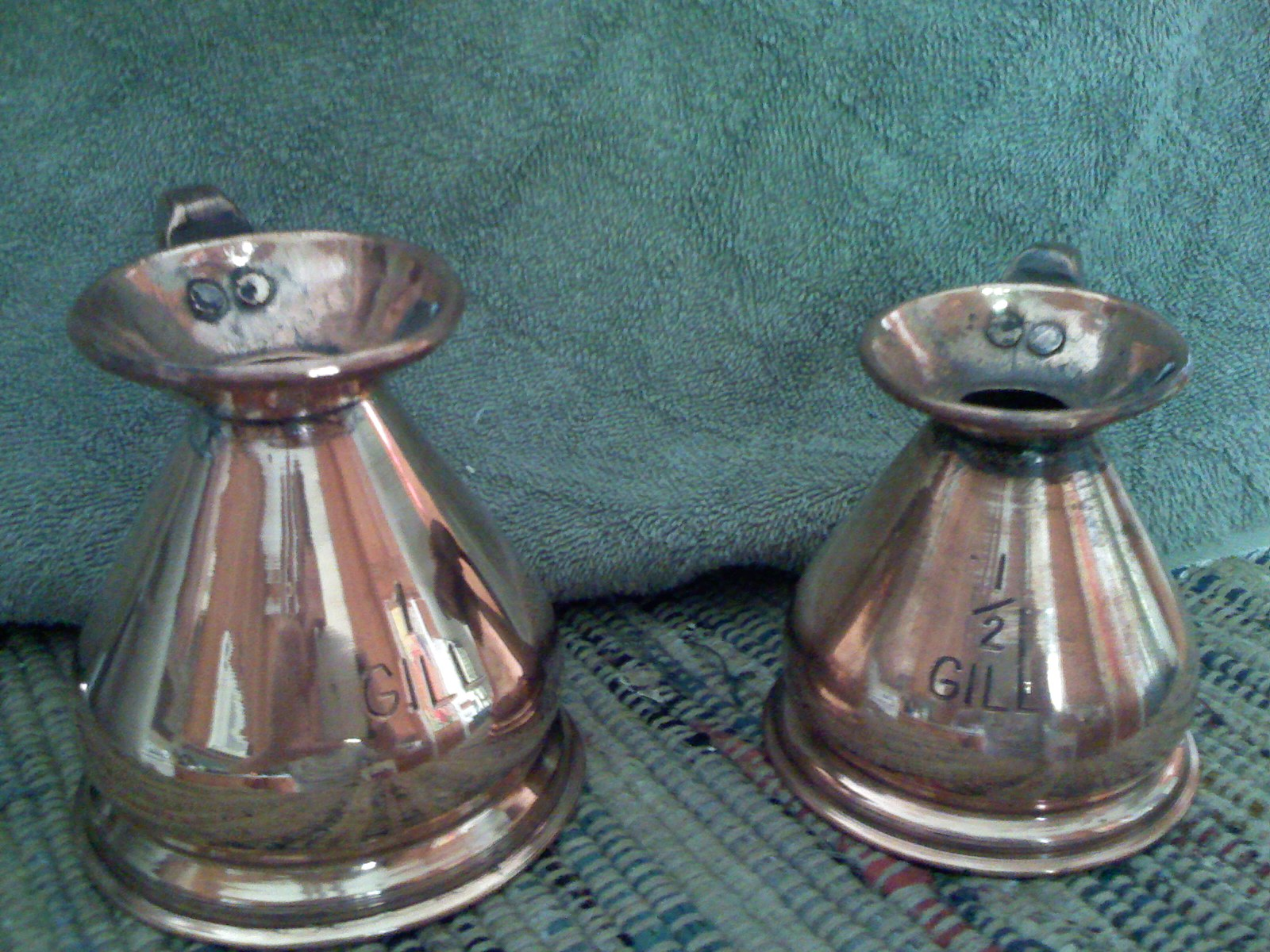
銅製的及耳量器

及耳（gill，讀音為 i/ˈdʒɪl/)）為英制及美制的體積度量單位，等於1/4品脫。及耳只用在蒸馏酒的體積量測中，其他日常應用不會用到及耳這個單位。
英制1及耳合0.1421升；美制1及耳合0.118升。